# Pedro Ruiz Céspedes
Pedro Ruiz Céspedes (Barcelona, 17 d'agost de 1947) és un presentador de ràdio i televisió, actor, escriptor, cantant i humorista català.

## Ràdio
La seva primera experiència laboral es va produir a 16 anys en un relat radiofònic, quan es va posar a fer l'udol d'un llop, ja que l'actor que posava la veu a un personatge que es transformava en un licantrop es va cansar i el varen triar a ell perquè fes aquesta feina. El 1967, va entrar en el quadre escènic de Ràdio Nacional d'Espanya a Catalunya, juntament amb Constantino Romero. La primera lliçó que van rebre com a actors va ser per part del gran locutor, actor i mestre d'actors Juan Manuel Soriano. Quan varen acabar aquesta primera classe, van anar tots junts a veure la representació número cent de La innocència jeu al sofà de Jaume Picas i Guiu (Barcelona, 1921-1976), al Teatre Windsor de Barcelona (ja desaparegut) i va sortir a cantar en aquesta funció Joan Manuel Serrat. A partir d'aquest moment, tant amb Serrat com amb Romero, va néixer una gran amistat. Una amistat que ha durat fins a la mort de Constantino i que amb Serrat encara perdura. El seu lema, que va aprendre de la seva mare, quan va ser interrogada per un policia franquista, és: «Jo sóc lliure perquè ho decideixo jo, no perquè ho decideix vostè». Considera també que les grans coses de la vida són gratuïtes o impossibles (l'amor, la bondat, la intel·ligència).

## Televisió
Estudia dret i periodisme, encara que no conclou cap de les dues titulacions. Mentrestant, va debutar a la Televisió Espanyola el 1972, com a primer presentador del programa esportiu Estudio Estadio, que ell mateix va batejar. Poc després, el 1974, va conduir el concurs ¿Lo conoce usted? (El coneix vostè?) també a TVE.
Després d'aquest període, s'allunyaria durant gairebé dotze anys de les pantalles de televisió per tornar com a actor-humorista amb un programa propi anomenat Como Pedro por su casa el 1985, que va presentar al costat de José Luis Coll i Ana Obregón, i que a pesar que la seva primera temporada només comptaria amb set episodis, el format tindria la seva continuació a l'any següent amb Esta noche, Pedro (Aquesta nit, Pedro).
En aquells dies, l'artista Lola Flores, amiga personal, va ser processada i portada a judici acusada de no haver presentat durant diversos anys seguits la seva declaració de la renda. Després d'una conversa amb ella en la qual va afirmar en tres ocasions el seu desig de suïcidar-se, Ruiz va sortir en la seva defensa i va atacar obertament el president del govern espanyol d'aquells moments, Felipe González. L'any següent era ell el perseguit per hisenda. Malgrat sortir airós del tràngol va ser acusat d'un delicte de desacatament a l'aleshores secretari d'Estat d'Hisenda, Josep Borrell i Fontelles, pel qual en aquesta ocasió sí que va ser condemnat.
Resolta aquesta polèmica va provar sort de nou en 1992 amb el seu Con ustedes... Pedro Ruiz (Amb vostès… Pedro Ruiz), aquesta vegada a Antena 3, encara que les baixes audiències van fer que la cadena prescindís d'ell, cosa que va portar l'artista a demandar la cadena, que es va veure obligada a indemnitzar-lo per incompliment de contracte. El 1997 va tornar a TVE per dirigir i presentar un espai sobre futbol anomenat El domin...gol, que només es va mantenir un any. L'any següent se li va assignar la direcció i presentació d'un programa d'entrevistes en profunditat amb un format de xerrada titulat La noche abierta (La nit oberta) a La 2, que es mantindria sis temporades. S'hi incloïa un parany en forma de lapsus que uns estudiants de periodisme havien de localitzar. Com a premi podien formular una pregunta a un dels convidats de la setmana següent.
El final d'aquesta etapa va estar marcat per la polèmica. La productora Globomedia va emprendre contra ell una dura campanya de desprestigi a través dels seus programes estrella com El informal o Caiga quien caiga que va fer que el presentador emprengués accions legals contra ella el 2006, encara que no van transcendir dades públicament més enllà de l'acte de conciliació previ al procés. Un any abans, també va afirmar haver estat vetat a TVE, el què li va fer presentar una queixa davant el defensor del poble, així com a culpar de la seva situació José Miguel Contreras.
El seu retorn a la pantalla petita va tenir lloc el 2007 amb el programa El siguiente, l'escassa audiència del qual va fer que ràpidament anés retirat.
 Finalment, el 25 d'abril de 2009, pensava participar com entrevistat en l'entrevista més llarga de la història, amb un total de dotze hores, però aquesta va haver de ser endarrerida a causa de la defunció de la seva mare. Recuperat del tràngol, el 4 de juliol de 2009, va accedir al repte del canal de Televisió Digital Terrestre anomenat Veo7 en un programa anomenat 12 horas sin piedad (12 hores sense pietat) amb el qual va establir una plusmarca mundial.
El 2010 va participar en el programa El Convidat de TV3 que dirigeix i presenta Albert Om

## Música
En una faceta més secundària, Pedro Ruiz també va escriurre la lletra i la música de cançons d'alguns artistes famosos com la tonadillera Rocío Jurado, encara que normalment solia exercir aquests rols en obres de teatre. També va enregistrar alguns discos d'estudi com Qué buena estás Carolina o El Pobre Pérez

## Treballs
Cinema
Quant a la seva faceta d'actor i director ha participat en les següents pel·lícules:
- El día del presidente (1979)
- Moros y cristianos (1987), de Luis García Berlanga, per la que fou nominat als Premis Goya.[15]
- Proceso a ETA (1989)
- Se7en. Los 7 pecados capitales de provincia (2011)

Teatre
- El 1992 va interpretar Sancho Panza en l'obra El viatge infinit de Sancho Panza, d'Alfonso Sastre.[16]

- Amb posterioritat, ha escrit, dirigit i protagonitzat l'obra Pandilla de mamones,[17] estrenada a Barcelona el 2004, a més d'altres 16 espectacles unipersonals. Entre ells Escándalo en Palacio (2009).[18][19] A costat de l'actriu Lidia San José, hi parodia la relació entre un polític major i una dona jove. Molts hi van veure paral·lelismes a la situació de Nicolas Sarkozy i Carla Bruni.

- El 2013 presenta la seva última producció teatral No estoy muerto, estoy en el… (No estic mort, estic al…) (a Madrid s'ha dit en el Callao, a Barcelona a l'Apolo, etc.)[20]

Llibres
Autor de diversos llibres de molt diferents temàtiques:
- Historias de un Ruiz-Señor (1978) Ed. Planeta. ISBN 8432041289
- El día del presidente (1978) Ed. Planeta. ISBN 8432041351
- Pienso yo... (1985) Ed. Plza & Janés. ISBN 8401371813
- El estado y la madre que lo parió (1989) Ed. Temas de Hoy. ISBN 9788486675899
- Detrás del monigote (1991)(Paperback) Ed. Plaza & Janés. ISBN 9788401351815
- Don nadie (1992) Ed. Temas de Hoy. ISBN 9788478802203
- Aquí hay mucho cuento (1996) Ed. Afanias. ISBN 9788492058099
- El cañón del Colorado (1998) Ed. Plaza & Janés. ISBN 9788466652520
- El amor impropio (1999). Ed. Plaza & Janés. ISBN 9788401541087
- La última carta (2000) Ed. Planeta. ISBN 9788408036265
- Mi noche abierta (2003) Ed. Martínez Roca. ISBN 9788427029392
- Ruizcionario (2006) Ed. Ediciones B. ISBN 9788466627375
- Al hijo que no tengo (2010) Ed. Ediciones B. ISBN 9788466644372
- Testamento (2013)[22][23] Ed. Ediciones B. ISBN 9788466652520

## Guardons
- 1985: TP d'Or al Personatge més popular per Como Pedro por su casa[24]
- 1987: Nominació al Premi Goya a la Millor interpretació masculina de repartiment per Moros y cristianos[15]